# Яковенко, Сергей Борисович
Сергей Борисович Яковенко (19 июля 1937 — 28 июня 2020) — советский и российский певец, баритон, доктор искусствоведения, автор научных работ в области музыки. Первый исполнитель ряда вокальных сочинений Валентина Сильвестрова, Софии Губайдулиной, Эдисона Денисова, Валерия Гаврилина, Николая Сидельникова, Юрия Буцко, Григория Фрида и других современных композиторов. Народный артист Российской Федерации (1997).

## Биография
Сергей Борисович Яковенко родился 19 июля 1937 года.  Его жизнь с детства была связана с музыкой. Его мама, Алла Николаевна Масленникова, работала в кордебалете Киевской оперы, выступала в провинциальных театрах как певица. Отец, Борис Яковлевич Яковенко, обладал лирическим баритоном. Когда он, еще будучи ребенком, занимался в студии художественного слова в Московском городском доме пионеров и октябрят, его пригласили вести популярную в то время радиопередачу «Пионерская зорька». В 1949 году, он принял участие в записи радиопостановки «Борис Годунов». Эта запись была сохранена в фонде радио и является первой в карьере Яковенко.
В 1954 году подавал документы в Школу-студию МХАТ и в Высшее театральное училище имени Бориса Щукина, но везде получил отказ. После этого по настоянию отца устроился фрезеровщиком на завод. Через год вновь сдал экзамены и прошел по баллам на историко-филологический факультет Московского государственного педагогического института им. В. И. Ленина. Параллельно с учебой в институте, начал посещать занятия в Музыкальном училище имени Гнесиных  у Г. Г. Адена, и вскоре был переведен Музыкально-педагогический институт имени Гнесиных на первый курс на постоянной основе, где продолжил обучаться у него же. В 1961 году, во время обучения, стал Лауреатом Международного конкурса вокалистов имени Джордже Энеску, таким образом став первым лауреатом международного уровня среди студентов Гнесинского института. Тогда же прошел конкурсный отбор и стал солистом Всесоюзного радио. Закончил институт в 1962 году. В 1965 году там же окончил аспирантуру. Совершенствовался у П. Г. Лисициана.
С 1961 года по 1972 год работал солистом Всесоюзного радио и Центрального телевидения, с 1972 г. — Московской филармонии. В репертуаре певца были вокальные циклы Ф. Шуберта, Р. Шумана, М. П. Мусоргского. Был первым, кто исполнил монооперы «Записки сумасшедшего» Юрия Буцко и «Письма Ван Гога» Григория Фрида, стал первым исполнителем оперы Прокофьева «Маддалена» и кантаты Софии Губайдулиной «Рубайят» на стихи Хагани, Хафиза и Хайяма.
В 1963—1979 гг. — преподаватель Музыкально-педагогического института имени Гнесиных, с 1979 г. — Горьковской консерватории, в 1970—1980-х годах в Театральном училище имени Бориса Щукина. 
С 1995 года заведовал вокальной частью Детского Музыкального театра Наталии Сац. 
В 1997 защитил диссертацию на соискание степени доктора искусствоведения. Был профессором ГМПИ им. М. М. Ипполитова-Иванова и РУТИ. 
С 2008 по 2013 вел авторскую программу «И довелось, и посчастливилось…» на радио «Орфей». 
Помимо исполнительской и педагогической деятельности, активно занимался общественной. Академик Международной академии театра, академик и член президиума Российской академии словесности, действительный член Академии народной музыки, удостоен высшей награды Союза композиторов России — Премии имени Д. Д. Шостаковича, член президиума Международного Союза музыкальных деятелей, член правления Союза композиторов РФ.
Умер в 2020 году. Похоронен на Троекуровском кладбище.

## Публикации
Написал более 200 статей по темам вокального исполнительства и педагогики. Является автором девяти монографий. Также написал несколько книг воспоминаний о дирижерах, композиторах и исполнителях, с которыми ему довелось поработать. Провел работу по адаптации текста для печати и редактированию записанных на пленку воспоминаний Евгения Светланова.

### Монографии
- Яковенко С. Б. Волшебная Зара Долуханова. М., 1996
- Яковенко С. Б. Павел Герасимович Лисициан в искусстве и жизни. М., 2001
- Яковенко С. Б. Надежда Казанцева в искусстве и в жизни. М., 2004

### Статьи
- Яковенко С. Б. Из опыта исполнения моноопер и сочинений пограничных жанров // Профессиональная подготовка вокалистов: проблемы, опыт перспективы : сб. науч. трудов / ред.-сост. Е. В. Круглова. М. : Спутник +, 2009. С. 5–19
- Яковенко С. Б. Об интерпретации моноопер // Музыкальная академия. - 2009. - N 3. - С. 68-75

### Книги
- Яковенко С. Б. И довелось, и посчастливилось... 2007
- Яковенко С. Б. Русский романс XVIII–XIX веков. Творцы и интерпретаторы. М., 2012
- Яковенко С. Б. О друзьях — композиторах и дирижерах. Из кладовой моей памяти. М., 2017

## Награды и звания
- Орден «За заслуги перед Отечеством» IV степени (9 января 2008 года) — за большой вклад в развитие отечественной музыкальной культуры и многолетнюю творческую деятельность[12].
- Народный артист Российской Федерации (29 июля 1997 года) — за большие заслуги в области искусства[13].
- Заслуженный артист РСФСР (6 января 1983 года) — за заслуги в области советского музыкального искусства[14].
- Почётная грамота Президента Российской Федерации (26 октября 2015 года) — за заслуги в области культуры и искусства, многолетнюю плодотворную работу[15].